# Калинівська сільська рада (Тячівський район)
| Калинівська сільська рада — колишній орган місцевого самоврядування у Тячівському районі Закарпатської області з адміністративним центром у с. Калини. Сільській раді були підпорядковані населені пункти: - с. Калини |

## Склад ради
Рада складалася з 36 депутатів та голови.

## Керівний склад сільської ради
| ПІБ                       | Основні відомості                                                 | Дата обрання | Дата звільнення |
| ------------------------- | ----------------------------------------------------------------- | ------------ | --------------- |
| Бойчук Іван Юрійович      | Сільський голова, 1944 року народження, освіта, безпартійний      | 26.03.2006   | 31.10.2010      |
| Метелешко Василь Іванович | Сільський голова, 1958 року народження, освіта вища, безпартійний | 31.10.2010   |                 |

Примітка: таблиця складена за даними джерела